# Turhan Sofuoğlu
Turhan Sofuoğlu (* 19. August 1965 in Sakarya) ist ein ehemaliger türkischer Fußballspieler und -trainer. Aufgrund seiner langjährigen Tätigkeit für Fenerbahçe Istanbul wird er mit diesem Verein assoziiert. Hier war er ein wichtiges Mitglied jener Mannschaft, die in der 1988/89 mit 103 Toren Meister wurde und deswegen als Meistermannschaft mit 103 Toren in die Vereinshistorie einging. Sofuoğlu gelang in dieser Rekordsaison der 100. Erstligatreffer seiner Mannschaft. Er wurde zu Spielerzeiten aufgrund seiner kämpferischen Spielweise von den Fenerbahçe-Anhängern Rambo Turhan genannt.

## Spielerkarriere

### Sakaryaspor
Die Anfänge von Sofuoğlus Spielerkarriere sind nicht dokumentiert. Als erste belegte Station spielte er in der Saison 1985/86 beim Drittligisten Yalovaspor. Zur Saison 1986/87 wechselte er zum Erstligisten Sakaryaspor, dem bekanntesten und erfolgreichsten Verein seiner Heimatprovinz Sakarya. Bei diesem Verein spielte er mit Spielern wie Oğuz Çetin, Aykut Kocaman, Engin İpekoğlu, Aykut Yiğit, Recep Çetin, Rahim Zafer, Nezihi Tosuncuk und Özcan Kızıltan; allesamt Spieler die entweder bereits wichtige Personen im türkischen Fußball waren oder es in den nächsten Jahren werden sollten. In der ersten Saison eroberte sich Sofuoğlu als 20-Jähriger einen Stammplatz, konnte den Abstieg seiner Mannschaft jedoch nicht verhindern. In der 2. türkischen Liga setzte sich Sofuoğlus Verein früh an der Tabellenspitze fest und erreichte durch die Meisterschaft der Liga den direkten Wiederaufstieg in die 1. Lig. In der ersten Saison nach dem Aufstieg wurde Sofuoğlus Team völlig überraschend türkischer Pokal-Sieger und beendete die Saison auf dem elften Tabellenplatz. Von der überwiegend jungen Mannschaft avancierten viele Spieler zu den begehrtesten Spielern der Sommertransferperiode.

### Fenerbahçe Istanbul
Im Sommer 1988 wechselte Sofuoğlu zusammen mit seinen Teamkollegen Oğuz Çetin, Aykut Kocaman und Serdar Şenkaya zu Fenerbahçe Istanbul. Bei Fenerbahçe wurde für diese Saison mit Todor Veselinović der Meistertrainer aus der Spielzeit 1984/85 verpflichtet. Dieser Trainer wählte Sofuoğlu als einen der Spieler aus, mit denen er seine neue Mannschaft aufbaute. Zudem verpflichtete der Verein mit dem deutschen Torhüter Toni Schumacher einen internationalen Star. Ferner investierte die Vereinsführung weiter in die Mannschaft und verpflichtete mit Şenol Ustaömer, Oğuz Çetin, Aykut Kocaman, Hakan Tecimer, Hasan Vezir und Orhan Kapucu Stars bzw. wichtige Youngster der damaligen Zeit. In dieser Saison lieferte sich Sofuoğlus Team mit dem Erzrivalen Beşiktaş Istanbul ein enges Kopf-an-Kopf-Rennen um die türkische Meisterschaft. Nachdem Beşiktaş die Hinrunde mit einem Ein-Punkte-Unterschied vor Fenerbahçe als Herbstmeister behaupten konnte, übernahm Fenerbahçe am zweiten Spieltag der Rückrunde die Tabellenführung. Am 25. Spieltag verlor das Team wieder die Tabellenführung an Beşiktaş, übernahm sie einen Spieltag wieder und verlor sie am 27. Spieltag wieder an den Erzrivalen. Am 28. Spieltag trafen beide Teams im Derby aufeinander. Vor heimischer Kulisse geriet Sofuoğlus Mannschaft in der 15. Minute in Rückstand und konnte in der 23. Minute durch Aykut Kocaman ausgleichen. Nachdem die hart umkämpfte Partie lange Zeit bei 1:1 geblieben war, erzielte Tecimer in der 64. Minute den 2:1-Siegtreffer und sicherte seiner Mannschaft in dieser Meisterschafts entscheidenden Partie den Sieg. Im weiteren Saisonverlauf baute Sofuoğlus Mannschaft konsequent ihre Tabellenführung aus und spielte eine überragende Saison. Die Saison beendete man mit zehn Punkten Vorsprung auf den Zweitplatzierten Galatasaray. Zudem erzielte die Mannschaft über die gesamte Saison 103 Tore und erspielte damit einen neuen Torrekord in der 1. Lig ein. Diese Mannschaft ging als Meistermannschaft mit 103 Toren in die Vereinsannalen ein. Sofuoğlu war in dieser Saison mit 36 Pflichtspieleinsätzen und elf Toren an diesem Erfolg beteiligt. Ihm wurde zudem die Ehre zuteil, mit seinem Tor vom letzten Spieltag gegen Sarıyer SK das 100. Ligator seiner Mannschaft in dieser Rekordsaison erzielt zu haben Am Saisonende holte Sofuoğlus Team den Premierminister-Pokal. Am Anfang der nächsten Saison holte Sofuoğlu mit seinem Team zudem den Präsidenten-Pokalspiel, die damalige Variante des Türkischen Supercup.
Nach dieser erfolgreichen Saison blieb Fenerbahçe die nächsten vier Spielzeiten ohne nennenswerte Erfolge. Weder in der Meisterschaft, noch im türkischen Pokal gelang ein Titelgewinn. Als einzige Lichtblicke konnte in der Saison 1992/93 der Premierminister-Pokal und in der Saison 1994/95 der TSYD-Istanbul-Pokal gewonnen werden. Während Sofuoğlu in der ersten Spielzeit nach der Meisterschaft seinen Stammplatz verlor, wurde er als Ergänzungsspieler regelmäßig eingesetzt. In der Saison 1990/91 und 1991/92 erkämpfte er sich über einen Großteil der Saison seinen Stammplatz zurück. Nachdem er in den beiden Spielzeit 1992/93 über sporadische Einsätze nicht hinaus gekommen war, wurde er für die Spielzeiten 1993/95 und 1995/96 an Bursaspor bzw. Orduspor ausgeliehen. Am Ende der Saison 1994/95 beendete er hier seine Karriere.

### Nationalmannschaft
Sofuoğlus Länderspielkarriere begann 1989 mit einem Einsatz für die türkische U-21-Nationalmannschaft.
Im Rahmen eines Testspiels gegen die griechische Nationalmannschaft wurde Sofuoğlu im Sommer 1989 Nationaltrainer Tınaz Tırpan zum ersten Mal in den Kader der türkischen Nationalmannschaft nominiert. In dieser Partie gab er sein Länderspieldebüt. Bis 1992 wurde Sofuoğlu sieben weitere Male nominiert und absolvierte sechs weitere Länderspiele.

## Trainerkarriere
Sofuoğlu begann ab 1997 bei Fenerbahçe Istanbul als Nachwuchstrainer zu arbeiten und wurde zur Saison 1999/2000 zum Co-Trainer der Profimannschaft befördert. Dadurch assistierte er seinem langjährigen Teamkameraden Rıdvan Dilmen und anschließend dessen Nachfolger Zdeněk Zeman. Nachdem auch Zeman das Amt des Cheftrainers niederlegt, wurde Sofuoğlu bis zum Saisonende als Cheftrainer ernannt. Als Cheftrainer gelang es ihm zwar nicht seine Mannschaft wieder auf Meisterschaftskurs zu bringen allerdings gelangen ihm vier Derby-Siege. Am denk-würdigsten war dabei sein Sieg im Interkontinentalen Derby gegen den Erzrivalen Galatasaray Istanbul. In der Partie dominierte Galatasaray über die gesamte Spiellänge, während Sofuoğlus Mannschaft defensiv orientiert auf ein Unentschieden spielte. Durch seinen abgefälschten Freistoßtor von Samuel Johnson besiegte Sofuoğlus Team überraschend den Erzrivalen, der gerade seine erfolgreichste Zeit hatte und in dieser Saison neben der vierten Meisterschaft in Folge auch türkischer Double-Sieger wurde und den UEFA-Cup gewann. Mit seinem Team beendete er die Saison auf dem 4. Tabellenplatz.
Nach seiner Tätigkeit bei Fenerbahçe arbeitete er bei diversen Zweit- und Drittligisten, blieb aber bei allen Trainerstationen ohne nennenswerten Erfolg.

## Erfolge
Mit Sakaryaspor
- Meister der TFF 1. Lig und Aufstieg in die Süper Lig: 1986/87
- Türkischer Pokalsieger: 1987/88

Mit Fenerbahçe Istanbul
- Türkische Meisterschaft: 1988/89
- Präsidenten-Pokalspieler: 1989/90
- Premierminister-Pokalsieger: 1988/89, 1992/93